# Fred Zinnemann
Fred Zinnemann, właśc. Alfred Zinnemann (ur. 29 kwietnia 1907 w Rzeszowie, zm. 14 marca 1997 w Londynie) – amerykański reżyser filmowy pochodzenia austriacko-żydowskiego. Zdobywca czterech Oscarów.

## Życiorys
Urodził się w Rzeszowie (w Archiwum Państwowym zachował się akt urodzenia z 29 kwietnia 1907 z Urzędu Metrykalnego Izraelickiego w Rzeszowie, z odręczną notką urzędową sporządzoną w 1928 o poprawieniu wpisanego imienia ojca z Oskar Szyja na Oskar), chociaż w wielu publikacjach pojawia się jako miejsce jego urodzenia Wiedeń. Był synem lekarza Oskara Zinnemanna urodzonego w 1879 w Rzeszowie (jego rodzicami byli Gerson z Zaczernia i Henne) oraz Anny Feiwel urodzonej w 1883 w Tarnowie, córki Marjem z Körberów i Józefa Feiwela. W czasie I wojny światowej rodzina wyjechała z Rzeszowa do Wiednia.
Studiował prawo w Wiedniu. W 1929 wyemigrował do USA. W 1937 rozpoczął pracę w wytwórni Metro-Goldwyn-Mayer jako reżyser filmów krótkometrażowych. Z pozostającymi w Europie rodzicami wymieniał regularnie listy (były pisane w języku polskim). Po Anschlussie Austrii rodzice Zinnemanna wrócili do Polski, oboje zginęli w Holocauście.
W 1939 Oscara zdobył wyreżyserowany przez niego film That Mothers Might Live (1938), a w 1952 – film Benjy (1951). Znany był również z filmów: W samo południe (1952), nagrodzonego Oscarem Stąd do wieczności (1953), Oto jest głowa zdrajcy (1966) i Dzień szakala (1973).
Zasiadł w jury konkursu głównego na 14. MFF w Cannes (1961).

## Upamiętnienie w Polsce
11 grudnia 2023 prezydent Rzeszowa Konrad Fijołek i Tim Zinnemann, syn Freda Zinnemanna, odsłonili tablicę pamiątkową ku jego czci na fasadzie kamienicy przy ul. Rynek 3 w Rzeszowie.

## Nagrody
- Nagroda Akademii Filmowej:
  - 1939: Najlepszy film krótkometrażowy:That Mothers Might Live
  - 1952: Najlepszy krótkometrażowy film dokumentalny: Benjy
  - 1954: Najlepsza reżyseria: Stąd do wieczności
  - 1967: Najlepszy film: Oto jest głowa zdrajcy

- Złoty Glob:
  - 1954: Najlepsza reżyseria: Stąd do wieczności
  - 1967: Oto jest głowa zdrajcy

- Nagroda na MFF w Wenecji, 1957:
  - Nagroda Katolickiego Biura Filmowego:  Kapelusz pełen deszczu
  - Nagroda FIPRESCI:  Kapelusz pełen deszczu

- Nagroda BAFTA, 1967:
  - Najlepszy film brytyjski: Oto jest głowa zdrajcy
  - Najlepszy film adaptowany:  Oto jest głowa zdrajcy

- 1953: Nagroda na MFF w Cannes Nagroda Specjalna:  Stąd do wieczności
- 1986: Nagroda na MFF w Berlinie całokształt twórczości